# Zoo d’Asson
Koordinaten: 43° 7′ 43,6″ N, 0° 16′ 6,5″ W

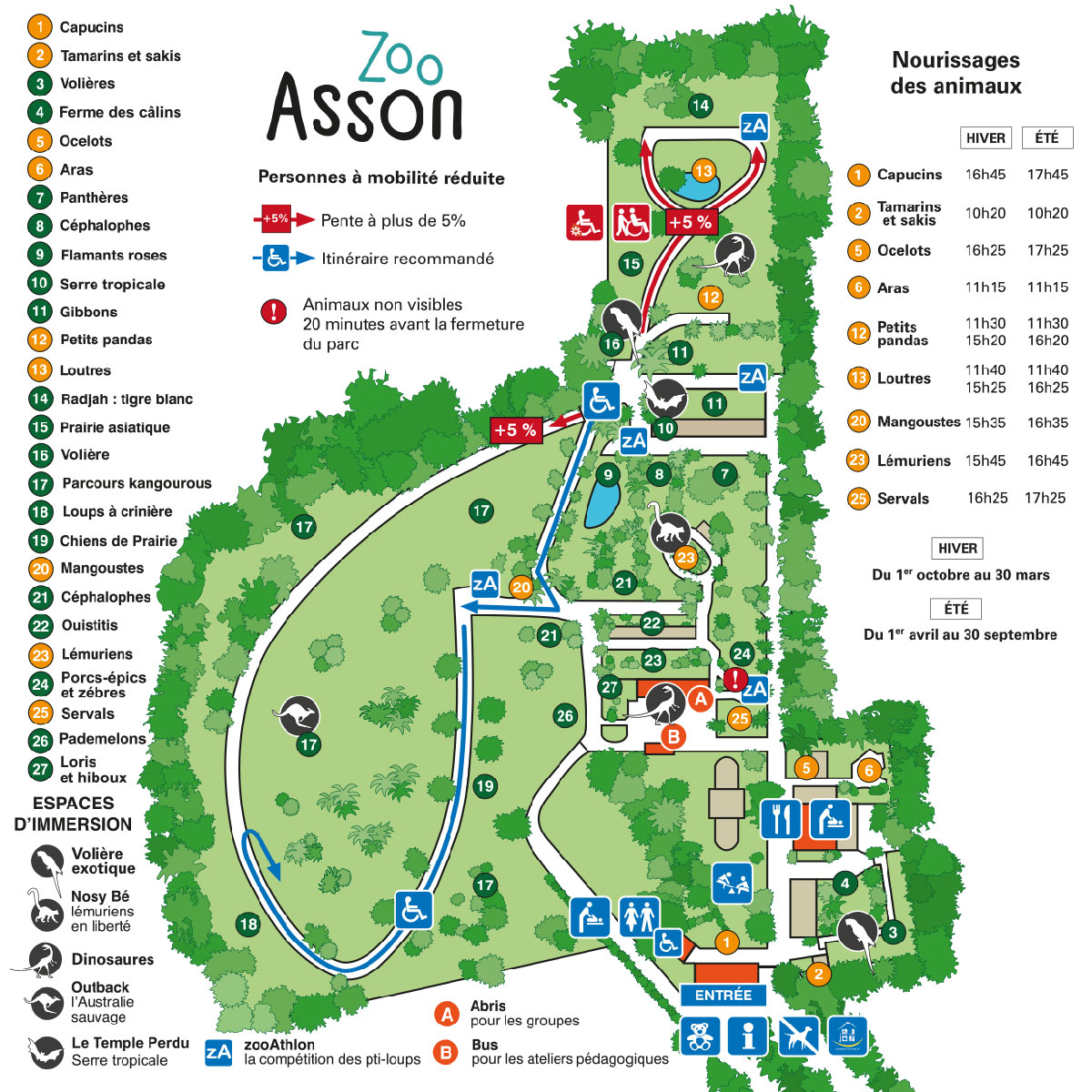
Anlagen-Lageplan

Der Zoo d’Asson ist ein Zoo, der sich in der französischen Gemeinde Asson im Département Pyrénées-Atlantiques in der Region Nouvelle-Aquitaine am Fuße der Pyrenäen befindet. Er liegt ca. 20 Kilometer südöstlich von Pau. Im Jahr 2023 besuchten rund 50.000 Personen den Zoo.

## Geschichte
Auf dem Gelände des heutigen Zoos befand sich in den 1950er Jahren ein Botanischer Garten. Erste Tiere kamen in den 1960er Jahren hinzu und 1964 wurde der Zoo eröffnet. Das botanische Inventar auf dem Gelände enthält weiterhin mehr als 170 verschiedene Pflanzenarten. Am 4. Juli 2014 wurde der 50. Jahrestag des Zoo d’Asson  festlich begangen.

## Anlagenkonzept und Tierbestand
Der Zoo d’Asson ist mit einer Fläche von rund fünf Hektar relativ klein und versteht sich als Erholungsstätte speziell für Familien mit Kindern, denen dabei Informationen zur Tier- und Pflanzenwelt sowie zum Arten- und Naturschutz vermittelt werden. Es werden rund 500 Tiere in ca. 100 Arten gehalten, die in mehreren Anlagenbereichen untergebracht sind. Diese sind nach geografischen Gesichtspunkten aufgeteilt. In frei zugänglichen Tropen- und Gewächshäusern, die mit exotischer Vegetation sowie angepasster Luftfeuchtigkeit und Temperatur ausgestattet sind, können die Besucher den Tieren sehr nahe sein. Als Le Temple Perdu wird die Nachbildung eines ebenfalls zugänglichen asiatischen Tempels bezeichnet, in dem Papageien und Flughunde (Pteropodidae) frei fliegen. Im Zoo gibt es auch eine Abteilung, die Nachbildungen von Dinosauriern zeigt.

## Arterhaltungs- und Schutzprogramme
Der Zoo d’Asson legt zwar keine eigenen Arterhaltungsprogramme auf, beteiligt sich jedoch an mehreren Ex-situ- und In-situ-Programmen in Zusammenarbeit mit verschiedenen internationalen Naturschutzorganisationen und züchtet bedrohte Tierarten.

## Galerie
Die nachfolgende Bildauswahl zeigt einige Tiere aus dem Bestand des Zoo d’Asson:

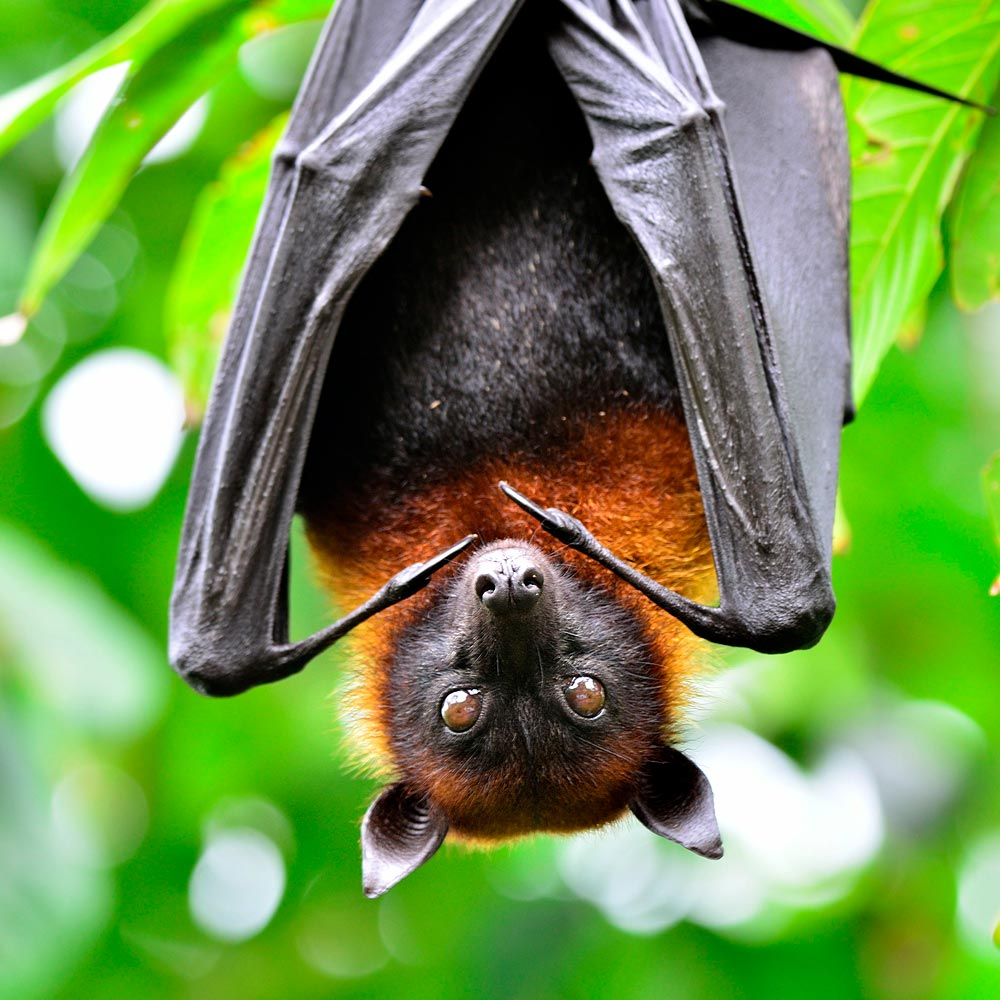
Pteropus
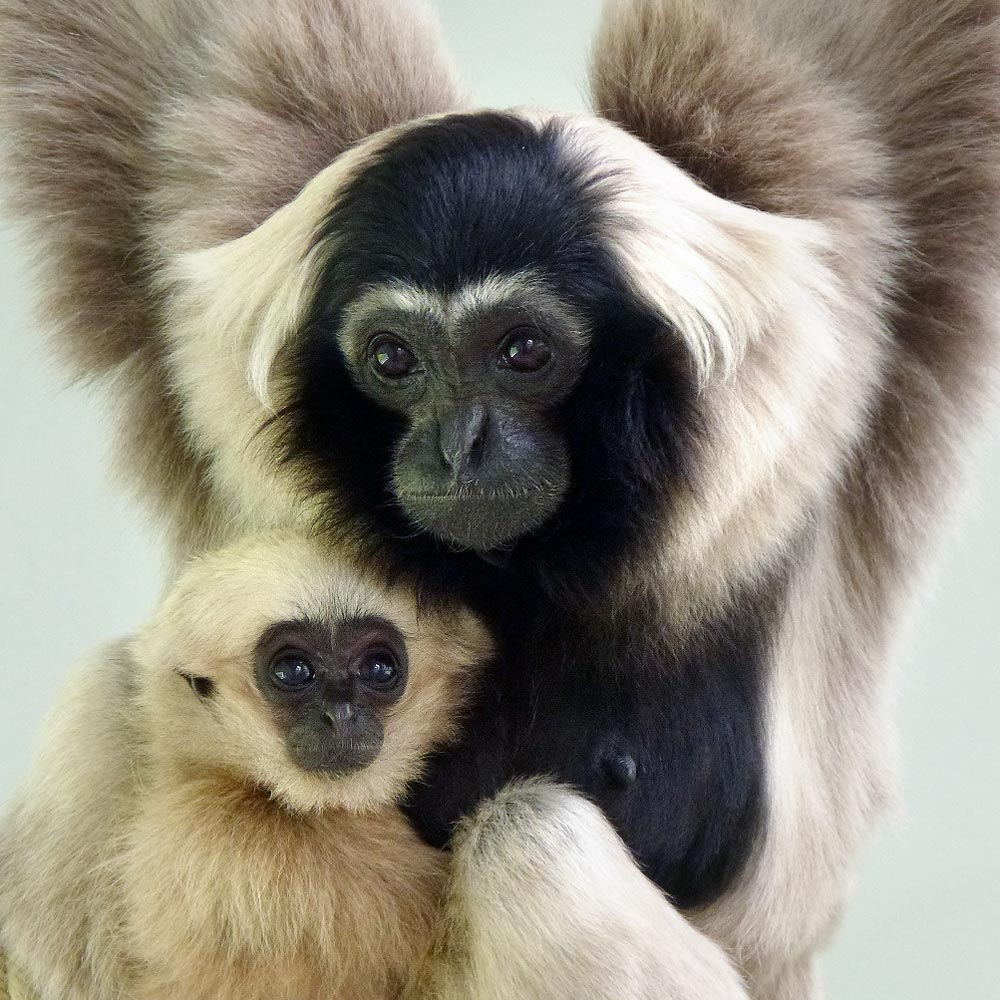
Kappengibbon mit Jungtier
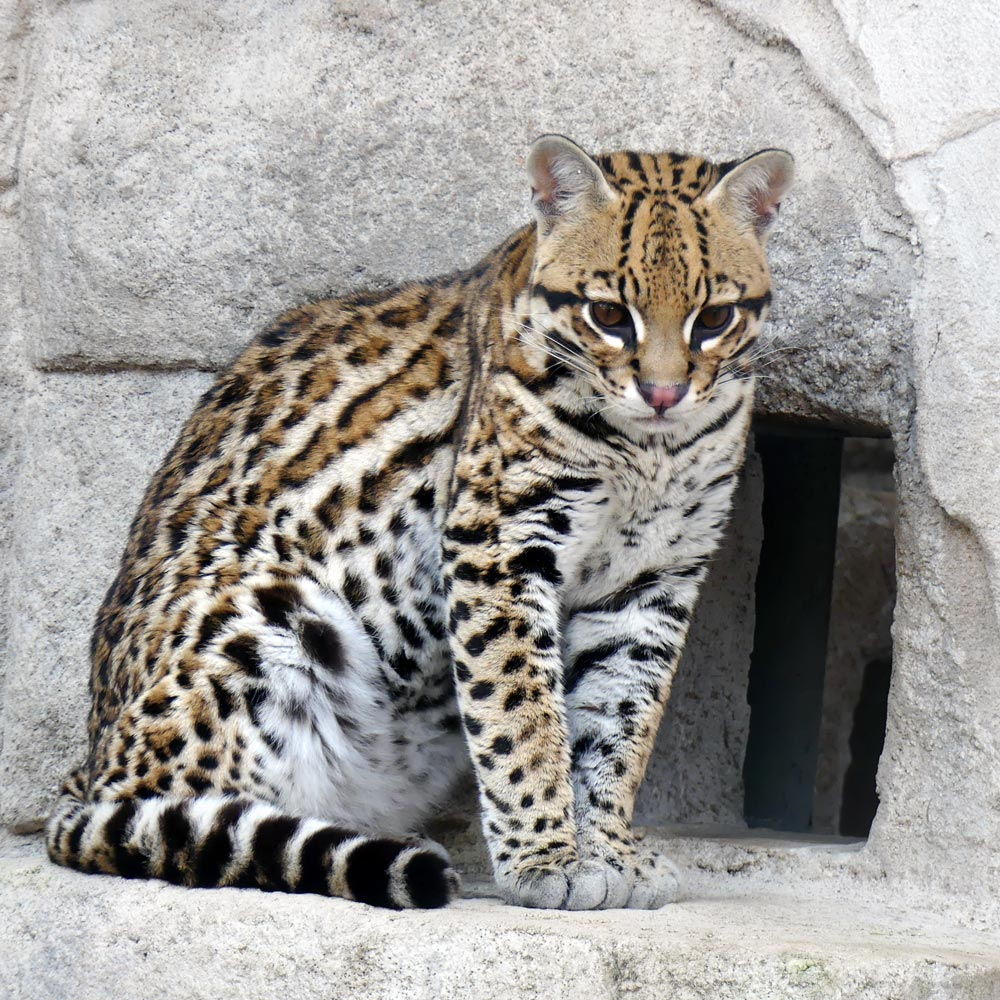
Ozelot
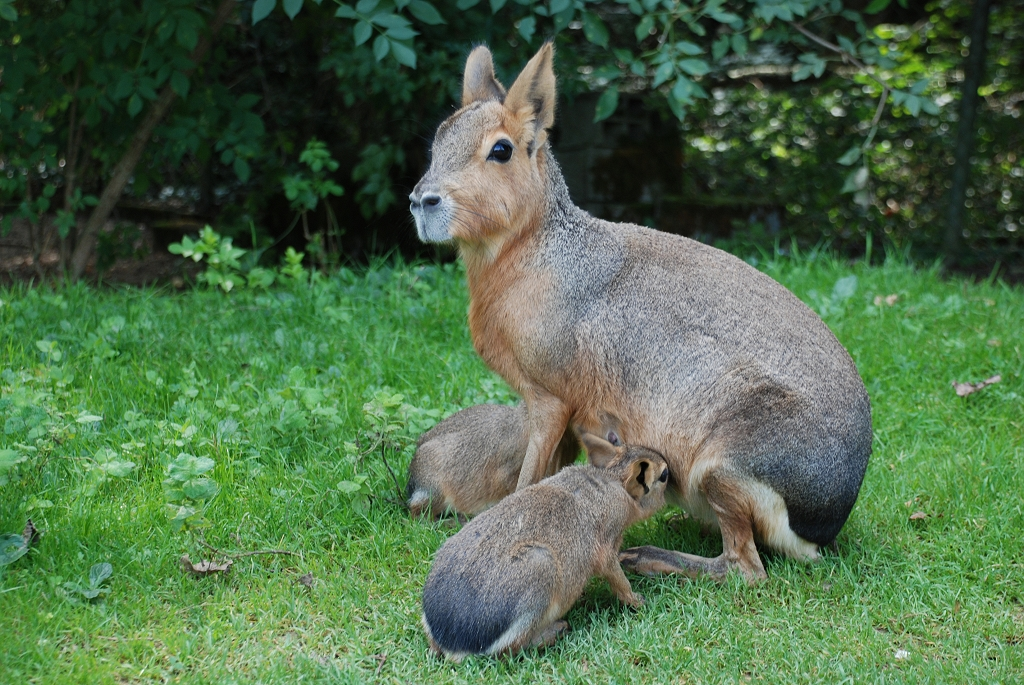
Großer Pampashase mit Jungtieren